# 1-forma
In algebra lineare, una 1-forma su uno spazio vettoriale è sinonimo di funzionale lineare su tale spazio. In tale contesto, la dicitura "1-forma" è solitamente utilizzata per distinguere i funzionali lineari da funzionali multilineari di grado maggiore (una forma multilineare di grado n è un'espressione polinomiale che è lineare rispetto a tutte le n variabili su cui è definita).
In geometria differenziale, una 1-forma differenziale su una varietà differenziabile è una sezione liscia del fibrato cotangente, lo spazio duale del fibrato tangente. In modo equivalente, una 1-forma su una varietà {\displaystyle M} è una funzione liscia {\displaystyle \alpha } definita dallo spazio totale del fibrato tangente di {\displaystyle M} a {\displaystyle \mathbb {R} } la cui restrizione ad ogni fibra è un funzionale lineare sullo spazio tangente. In simboli:
{\displaystyle \alpha :TM\rightarrow {\mathbb {R} }\qquad \alpha _{x}=\alpha |_{T_{x}M}:T_{x}M\rightarrow {\mathbb {R} }}
dove {\displaystyle \alpha _{x}} è lineare.
Spesso le 1-forme sono descritte localmente come combinazioni lineari dei differenziali delle coordinate:
{\displaystyle \alpha _{x}=f_{1}(x)\,dx_{1}+f_{2}(x)\,dx_{2}+\cdots +f_{n}(x)\,dx_{n}}
dove {\displaystyle f_{i}} sono funzioni lisce. Da questo punto di vista, una 1-forma obbedisce ad una legge di trasformazione covariante per cambiare sistema di coordinate. Si tratta quindi di un campo tensoriale covariante di ordine 1.

## Differenziale di una funzione
Sia {\displaystyle U\subseteq \mathbb {R} } un insieme aperto, ad esempio un intervallo {\displaystyle (a,b)}, e si consideri una funzione differenziabile {\displaystyle f:U\to \mathbb {R} }, con derivata {\displaystyle f'}. Il differenziale {\displaystyle df} di {\displaystyle f}, nel punto {\displaystyle x_{0}\in U}, è definito come una trasformazione lineare della variabile {\displaystyle dx} data da:
{\displaystyle df(x_{0},dx):dx\mapsto f'(x_{0})dx}
Il simbolo {\displaystyle dx} è quindi un argomento (variabile indipendente) della funzione {\displaystyle df}. La mappa {\displaystyle x\mapsto df(x,dx)} associa quindi ogni punto al funzionale lineare {\displaystyle df(x,dx)}. Si tratta del più semplice esempio di 1-forma differenziale.